# Acacia caurina
Acacia caurina é uma espécie de leguminosa do gênero Acacia, pertencente à família Fabaceae.